# Рябинин, Андрей Михайлович
Андре́й Миха́йлович Ряби́нин (1772 или 1773 — 1854 или 1855) — действительный статский советник, первый директор Московского ассигнационного банка в 1804—1809 гг. Один из последних в истории носителей чина камергера.
Дядя И. И. Пущина.

## Биография
Сын адмирала M. И. Рябинина родился в 1772 или 1773 году. В 1780 году он был определён в Преображенский полк, в 1782 году произведён в младшие унтер-офицеры; 25 января 1790 года в чине капитана назначен флигель-адъютантом при вице-президенте Адмиралтейств-коллегии графе И. Г. Чернышёве.
Принял участие в следующих походах: в 1790 г. — на корабле «Три иерарха» находился в крейсерстве в Балтийском море и в сражениях с Шведским флотом у Красной Горки; 22 июня — при поражении неприятельского флота во время прорыва его из Выборгской бухты; в 1791 г. на корабле «12 Апостолов» стоял на Кронштадтском рейде. В 1793 г., на корабле «Три иерарха» ходил от Ревеля до Копенгагена.
В 1797 г. Рябинин был определен в Провиантский штат обер-провиантмейстером. 1 января 1799 г. определён в свиту императора по квартирмейстерской части, 17 числа произведен в полковники, а 22 января назначен флигель-адъютантом к Павлу І, но уже 3-го ноября определён бригад-майором по инфантерии.
Пожалован 8 апреля 1800 г. в действительные камергеры, а 1 мая определён советником Государственного ассигнационного банка, с переименованием из военного чина в действительные статские советники. 13 января 1804 г. занял место первого директора в Московском отделении этого банка, а 8 июня назначен управляющим этим отделением и Московской учётной конторой. 22 сентября 1807 г. получил орден св. Владимира 3-й степени.
Место директора Рябинин занимал до 1809 г., когда был отрешён от должности за обнаруженную недостачу медных денег на 100 245 руб. В то время за ним в Санкт-Петербургской губернии состояло лишь 30 душ крестьян.
Рябинин был в многолетних дружеских отношениях с Карамзиным и с князем А. И. Вяземским (отцом писателя). Карамзин принимал живое участие в судьбе Рябинина и в январе 1817 г. обратился с письмом к Александру I, приложив к нему записку по делу Рябинина и прося государя оказать милость «одному из его добрых и честных подданных», — то есть «причислить к Герольдии», как хотел того Рябинин. Просьба Карамзина увенчалась успехом.
А. М. Рябинин с 1820-х гг. жил в Москве и в имении жены Брынь Жиздринского уезда Калужской губернии.
Он был женат на княжне Екатерине Алексеевне, дочери князя Алексея Леонтьевича Шаховского. Их дети: Александр (гвардии штабс-капитан; 23.08.1808—31.12.1857), Михаил (коллежский асессор; 02.01.1814—06.12.1867), Алексей (действительный статский советник; 01.08.1800—03.12.1882), дочери Варвара, Наталья (?—1891) и Екатерина.
А. М. Рябинин был членом-учредителем Императорского Московского общества сельского хозяйства и в 1846 г., по случаю 25-летия общества, получил от него серебряную медаль.
Умер в 1854 или 1855 году (до 29 апреля).